# Pontecurone
Pontecurone est une commune italienne d'environ 3 400 habitants située dans la province d'Alexandrie, dans la région du Piémont, au Nord-Ouest de l'Italie.

## Culture & patrimoine
- Église Santa Maria Assunta de Pontecurone

## Administration
| Période                                  | Période | Identité | Étiquette | Qualité |
| ---------------------------------------- | ------- | -------- | --------- | ------- |
|                                          |         |          |           |         |
| Les données manquantes sont à compléter. |         |          |           |         |

### Hameaux
- Brugna
- Cascina Alberizia
- Cascina Bagnolo
- Cascina Fornace
- Cascina Mancapane
- Cascina Margherita
- Cascina Marlinzone
- Cascina Mornera
- Cascina Nuova
- Cascina Rossa
- Cascina Ruglô
- Cascina Salvadora
- Cascina San Marco
- Cascina Valverde

### Communes limitrophes
Casalnoceto, Casei Gerola, Castelnuovo Scrivia, Rivanazzano, Tortona, Viguzzolo, Voghera

## Personnalités nées à Pontecurone
- Luigi Orione (1872-1940), prêtre catholique, fondateur d'ordres religieux, canonisé par le pape Jean-Paul II en 2004